# Gralf Friedrich Fooken
Gralf Friedrich Fooken (* 13. Februar 1835 in Hooksiel; † 28. März 1923 in Hamburg) war ein Kaufmann, Reeder und Privatbankier in Hooksiel und Jever.

## Familie
Gralf Friedrich Fooken war Sohn des gleichnamigen Kaufmanns Gralf Friedrich Fooken (1787–1862), in dessen Fußstapfen er trat. Fooken junior war seit 1885 verheiratet mit der Arzttochter Wilhelmine geb. Vollers (1850–1925). In der Ehe wurden zwei Kinder geboren. 1898 verlegte die Familie ihren Wohnsitz nach Hamburg. Fookens jüngerer Bruder Christian Diedrich Fooken (1844–?) besaß in Lauenburg/Elbe eine Zündwarenfabrik.

## Kaufmann
Gralf Friedrich Fooken betrieb mehrere Geschäftszweige. Er war Reeder und Bankier, vertrieb Baumaterialien, bewirtschaftete die Hooksieler Ziegelei und war Eigentümer einer Landwirtschaft und von weiterem Grundbesitz.

## Reeder

Brigg „Wangerland“ mit Oldenburgischer Nummernflagge, undatiert

Gralf Friedrich Fooken bereederte zahlreiche Schiffe. Zusammen mit fünf Miteignern ließ der Hooksieler als größtes Schiff 1866 in Brake bei Nicolai die hölzerne Brigg „Wangerland“ bauen. Das Handelsschiff war ca. 30 Meter lang, hatte 8 bis 9 Mann Besatzung und war mit 216 Bruttoregistertonnen vermessen. Identifizierbar war das Schiff in den ersten Jahren an der Namensflagge und der Nummernflagge 45, diese ergänzt um die oldenburgische Flagge im oberen Eck. Am Heck wehte die Handelsflagge des Norddeutschen Bundes (siehe Foto).
Die „Wangerland“ war im Atlantik bis Südafrika und Südamerika unterwegs. Einzelne Fernreisen führten rund um das Kap der Guten Hoffnung (1867, Zielhafen: Port Elizabeth) und um Kap Hoorn (1871/72, Zielhafen: Puerto San José).
1875 veräußerte Fooken die Brigg an den Kapitän Theodor Knupper aus Geestemünde (damals Preußen). Unter Knupper beförderte die Brigg in Nord- und Ostsee Getreide und Holz. 1890 wurde die Brigg nach Risør (Norwegen) verkauft. Mit dem neuen Namen „Ruth“ fuhr sie weitere zwanzig Jahre und wurde dann abgetakelt.

## Bankhaus G. F. Fooken
Gralf Friedrich Fooken führte die vom Vater aufgenommenen Bankgeschäfte in Hooksiel fort. 1864 lässt er sich ins Handelsregister Jever (Nr. 37) eintragen. Bilanzen der Bank wurden erstmals 1877 in der örtlichen Presse veröffentlicht. 1880 verlegte Fooken die Bank nach Jever, dem Sitz des Amts Jever. 1898 schließlich verkaufte Fooken sein Bankhaus an die Oldenburger Bank AG. Aus dem Bankhaus G. F. Fooken wurde die „Filiale der Oldenburger Bank in Jever“.